# Casa al carrer de la Rosa, 12 (Sabadell)
La Casa al carrer de la Rosa, 12 és una obra de Sabadell (Vallès Occidental) protegida com a Bé Cultural d'Interès Local.

## Descripció
Immoble d'habitatges entre mitgeres. Edifici de planta baixa i tres pisos, la seva façana principal dona al carrer de la Rosa.
La façana principal es compon segons els cànons clàssics (distinció de basament per la dimensió de les obertures, reducció d'obertures i volades de lloses de balcó en alçada i eixos verticals), compta amb sis eixos verticals, amb ressalt de l'eix de simetria per la continuïtat de les llosanes de balcó de dues balconeres de la primera planta. El basament compta amb portals i obertures balconeres a la resta de plantes amb línia d'imposta coincident amb lloses de balcó individuals.